# Chapelle de la Congrégation de Locminé
La chapelle de la Congrégation est située place du Champ-de-Foire, au bourg de la commune de Locminé dans le Morbihan.

## Historique
La chapelle de la Congrégation fait l’objet d’une inscription au titre des monuments historiques depuis le 16 octobre 1930.